# História do Ido
O Ido foi criado no início do século XX. Houve vários projetos construídos línguas que precederam sua criação. Entre os precursores do domínio: Galien, Blaise Pascal, René Descartes, Gottfried Wilhelm von Leibniz, mas sobretudo Johann Martin Schleyer inventor do Volapük e Zamenhof, pai do Esperanto. Houve também vários projetos que se seguiram à criação de ido como italico, latino-ido, weltdeutsch entre outros.

## A Delegação para a adoção de uma língua auxiliar internacional
No início do século XX, a necessidade de uma língua internacional estava sendo considerada por muitas personalidades, nomeadamente cientistas e filósofos. Este período corresponde a um florescimento de novos projetos de línguas internacionais. Desde a iniciativa do matemático Leopold Lea, foi criado a partir do 17 de janeiro de 1901 uma delegação para a adoção de uma língua auxiliar internacional apoiada por muitos cientistas. Em 1906, a delegação recebeu o apoio de mais de 1.200 faculdades e membros de universidades de diferentes países e mais de 300 sociedades científicas.
Em maio de 1907, a delegação enviada a questão da Associação Internacional de Academias de Viena, que foi declarado incompetente, por 12 votos a 8, com uma abstenção. Consequentemente, a delegação formada uma comissão de trabalho cujos membros foram eleitos por 242 votos em 253. Este comitê incluiu cientistas de renome, como o lingüista Jespersen, Schuchardt e Baudouin de Courtenay ou mesmo a química  Ostwald. Cooptado outras pessoas foram admitidas, como o matemático italiano Peano. Léopold Leau e Louis Couturat foram secretários do Comité de dle.
A comissão reuniu-se no Colégio de França durante o mês de outubro de 1907 e discutiu inúmeros projetos de línguas internacionais, apresentados na maioria das vezes pelos seus autores. O comitê rapidamente chegou à conclusão de que havia apenas dois projetos de línguas internacionais dignos de interesse. O primeiro foi o Esperanto, imutável após a sua aparição em 1887, o segundo foi o Idiom Neutral, desenvolvido pela antiga Academia de Volapük. A delegação finalmente decidiu escolher o esperanto, mas a aplicar de reformas definidas pelo projeto de "Ido".
Este projeto, de autoria anônima no momento da apresentação, era uma espécie de síntese entre o esperanto e Idiom Neutral. Como o relatório do lingüista dinamarquês Otto Jespersen, membro do comitê da delegação afirmou:
Durante a última ponta, o centro de discursiones girava em torno do autor anônimo do projeto Ido, que foi apresentado pelo Sr. Couturat no lugar do autor [...] era uma espécie de esperanto que levou em conta as objeções tinha sido feito por todos os lados contra o idioma de Zamenhof e mostrou bem em vários pontos do compromisso desejado entre Esperanto e Idiom Neutral
É improvável que Wilhelm Ostwald tenha se dado por satisfeito com o ido, porque ele se aposentou como presidente da Comissão e criou uma linguagem construída em 1916: o Weltdeutsch. Em 29 de setembro de 1926 no jornal Vossische Zeitung, ele explicou a necessidade de criar uma nova linguagem internacional para substituir o ido.

## A paternidade contestada

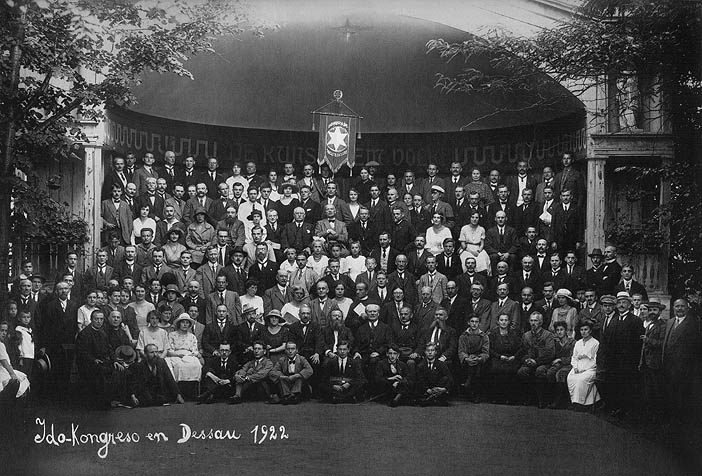
Congresso Internacional idista de Dessau-Roßlau em Alemanha, 1922.

A paternidade do projeto Ido é controversa. No entanto, o testemunho do lingüista Otto Jespersen, que era membro da comissão de trabalho, após a comissão permanente, deixou claro que era Louis Beaufront. O filósofo francês Louis Couturat provavelmente sabia a identidade do autor do projeto. Como o projeto Ido levou o nome de sua tese de derivação, se propagou a ideia de que ele era o autor.
De acordo com Otto Jespersen, o projeto Ido foi apresentado à assembleia durante a última sessão por Couturat em vez de ser apresentada pelo autor. Ninguém entre os membros do comitê não sabia nada sobre o autor, se não fosse Couturat ou Leau nem qualquer outro membro da própria comissão.

### Beaufront e relações com o mundo do esperanto
A relação entre Beaufront e Esperanto é complexa:

#### Beaufront favorável ao Esperanto
Beaufront foi um dos pioneiros de Esperanto na França e reconhecido como um representante do Zamenhof, que disse:
Como uma vez que profeticei a morte de Volapük no dia de seu nascimento, mesmo com total confiança e sem medo de contradição, profetiço a morte de qualquer sistema que pretende opor-se Esperanto. Vinte e cinco anos de pesquisa pessoal sobre o assunto, obrigando-me a ver, só em esperanto, a verdadeira solução. A partir de qualquer ponto de vista, consideramos que é, o esperanto é uma obra admirável de lógica e praticidade. É como plenamente coerente com a agenda real da língua internacional que qualquer novo sistema não pode encontrar mais que o pastiche de uma forma óbvia, ou melhor, completamente imitando. Assim, podemos dormir em paz. Nunca teremos a necessidade de abandonar o Esperanto: não nos dar um melhor

#### A questão Hachette
Em 1901, Zamenhof, fez Beaufront representá-lo perante o editor Hachette para publicar trabalhos em Esperanto. No entanto, se ressentiu Carlo Bourlet e Théophile advertiu Zamenhof contra os poderes demasiadamente amplos que ele havia dado para Beaufront e Hachette.
Zamenhof tinha sido definitivamente ligado à Hachette, enquanto Beaufront, juntamente com o editor, teria um direito absoluto de todos os livros em esperanto ou afins, independentemente dos seus autores. Para desviar o assunto, Cart e Bourlet expulsaram Beaufront de seu papel de liderança e impediram que a edição de Esperanto não se tornara um monopólio de Hachette.

#### Beaufront e o mundo do ido
Beaufront foi considerado um traidor pelo Esperanto, porque era suposto que ele era o representante do Esperanto, quando ele apresentou o ido o último dia "on the fly".
Jespersen se tornou presidente da Academia de Ido e na revista progresso, participou ativamente das discussões que exigiam melhoria constante da língua. Mas o movimento depois de alguns anos, a sua actividade cessou de repente, em parte porque ele não estava feliz com a maneira pela qual Couturat e outros queriam evoluciar para ido, mas principalmente porque ele suspeitava Couturat - cuja intrigante papel durante o período de a comissão não fez ficou claro somente depois -. explorou sua autoridade tão assustada e não considerá-lo mais do que um fantoche

## Preparação
A comissão decidiu designar a delegação em 24 de outubro de 1907, a Comissão responsável Permanente "para estudar e corrigir os detalhes da linguagem a ser adotada."  verbalaes processos de delegação oficial do Comité</ref> Os membros desta comissão eram Louis Couturat, Wilhelm Ostwald Otto Jespersen  Baudouin de Courtenay e Leopold Leau. Louis Beaufront foi posteriormente cooptado "por causa de sua competência especial".
Uma união de amigos da língua internacional (Uniono di la Amiki di la Linguo Internaciona), que incluiu uma Acadêmia e um Comitê Gestor foi criado e uma revista mensal, Progresso, foi lançado em 1908 publicar debates linguísticos e decisões da Academia de Ido. Eles são o trabalho da comissão permanente que desenvolveu a linguagem que se tornou conhecido como "Ido", depois de Zamenhof rejeitar todas as nomeações usando o nome de "esperanto".
Para a essência, a elaboraçao da linguagem foi concluída em 1910 com a publicação dos primeiros manuais e dicionários Ido, "em conformidade com as decisões tomadas pelo Comité e da Comissão", como testemunhado pela instrução a Comissão assinada por todos os membros. Uma vez que a sua missão, a delegação regularmente dissolvida em 31 de julho 1910 depois de fundar o Uniono para internacional lingual.
As principais alterações introduzidas com o desenvolvimento do esperanto são as seguintes (como foram estabelecidos pelo Comitê da Delegação):
1. Remoção de letras acentuadas, textos de impressão, permitindo sânscrito, preservando e restaurando a ortografia ortografia fonética internacional;
2. Removendo alguns morfosintáticos linhas (Acordo, acusativo entre o substantivo e adjetivo);
3. Regularização da derivação, a única maneira de impedir a invasão de expressões idiomáticas, e fornecer uma base sólida para o desenvolvimento do vocabulário científico e técnico, essencial para a divulgação da língua internacional no mundo científico;
4. Vocabulário crescimento através da adopção de novas raízes cuidadosamente selecionados de acordo com o princípio da internacionalidade máximo.[7]

## Entre estabilidade e mudança
O idistas foram rapidamente enfrentou um sério dilema para alguns, continuar a trabalhar melhorou a qualidade linguística do idioma, mas ao mesmo tempo, deu origem a mudanças contínuas foi difícil para divulgar ao público em geral.
Um debate opôs os defensores da estabilidade para difundir a língua e quem queria terminar a língua primeiro emprego. Este é o contexto em que Louis Couturat defendeu na revista Progresso a voz de um meio:
curso, a nossa língua não está terminado, mas não quero começar de novo. Nós construir e desenvolver, passo a passo, de forma constante, de acordo com princípios fixos, de fato, nosso lema é: nem a agitação incessante ou estancamiento inerte mas o progresso constante e contínua
Finalmente, após muitos anos de trabalho árduo, foi decidido um período estável de dez anos em 1914 para aumentar a consciência da língua.

## O Coração da Primeira Guerra Mundial
Está crescendo como o idista movimento foi severamente espancado por dois trágicos acontecimentos. Em 3 de agosto de 1914, Luis Couturat morreu em um acidente de carro, no mesmo dia que a Alemanha declarou guerra à França. O desaparecimento do mais ativo defensor ido seguido por uma explosão do nacionalismo e da destruição da Primeira Guerra Mundial, um duro golpe para a esquerda e a própria ideia de uma língua internacional. O movimento sobreviveu idista realmente em países neutros como a Suíça (incluindo a atividade de Schneeberger, Secretário de Uniono Do Internaciona Ido linguo) e Suécia (Ahlberg, editor da revista Mondo idista'). Cornioley Progress' revista, que Couturat foi o editor e editor, cessou a publicação, em 1914.

## O renascimento dos anos 20
Depois de uma guerra, o movimento foi reconstituído idista lentamente. Em 1918, o lingüista francês Antoine Meillet professor, no Colégio de França, elogiou o ido, e mais geralmente a ideia de uma língua internacional, em seu livro Les Langues dans l'Europe nouvelle:
Seria possível, no entanto, proceder de forma lógica e, portanto, mais satisfatória e mais clara, a formação de palavras que faz com que o esperanto. Isto foi demonstrado pelos criadores de Ido, o idioma com base no mesmo princípio que o Esperanto, mas onde os princípios têm sido aplicados de forma mais rigorosa. Independentemente do que se pensa destas duas soluções propostas tiveram sucesso duradouro, o que é adquirido: uma linguagem artificial baseada no princípio de Esperanto e Ido pode trabalhar. Para quem já sabe Inglês ou uma língua românica, e para quem sabe várias línguas da Europa Ocidental, é fácil de aprender esperanto ou Ido, poucos dias o suficiente para entender, algumas semanas para praticar essas línguas.
Em 1920, Schneeberger, presidente da Academia de Ido, anunciou o reinício dos trabalhos da Academia. Louis de Beaufront em 1925 publicou a sua "gramática completa" ( Kompleta Gramatiko Detaloza), ainda no século XXI continua a ser um início de trabalho padrão sobre a gramática do Ido. Muitas conferências foram organizadas idistas: Viena (1921), Dessau (1922), Kassel (1923), Luxemburgo (1924), Turim (1925) e Praga (1926). Revistas Idistas muitos têm aparecido.

## A crise de 1927
Em 1927, alguns graves dissensões dividiu o idista movimento. O aparecimento em 1922 de outra língua auxiliar, Occidental, eo ressurgimento do dilema entre estabilidade e mudança enfraqueceu o Ido. Os conservadores se opõem ao debate reformadores animada. Por sua parte, Otto Jespersen, que foi separada do movimento idista, publicado em 1928 projeto de linguagem própria, o novial. Jespersen, explica as razões de sua saída do ido:
{{Quote|A nova linguagem, alterada durante as discussões em andamento até que se tornou mais e mais distante do Beaufront projeto original, revelou-se uma linguagem muito rica e flexível que o esperanto em muitos aspectos, mas não inteiramente satisfatória como eu vou ter a oportunidade de mostrar em um capítulo especial. Sua principal desvantagem para mim é que seus fundadores não tinham o lema Deixai toda voi ch'entrate Esperanto, Tradução, mas reconhecem que os responsáveis por ido mostraram que quase todos tomaram a palavra "progresso" e são gravemente agora pronto para continuar o desenvolvimento para a melhoria da LE [Internacional de Linguagem], pensando que a última palavra já foi dito sobre isso.
O novial, que contém muitas características de Ido, elimina os elementos mais característicos do esperanto (por exemplo,-o final de substantivos, os adjetivos em -a ou a conjugação em -as, -is, -os) e atraiu um certo número de idistas como Ahlberg cujo diário idista Mondo tornou-se uma revista novialista.

## A reunificação do movemento idista
A conferência idista de Zurique, 1928 marca o início da reunificação do movimento idista. L'Uniono polingua internacional Ido é ativado e um Diário Oficial é publicado. Progreso revista de 1931 reaparece sem interrupção até hoje. O secreatario e editor Matejka diz sobre isso:
Com esta decisão, o trabalho foi iniciado durante o recente congresso de Sopron, uma nova era para nosso movimento. O despertar da Progress é mais do que um símbolo ou um tributo inesquecível aos fundadores, demonstrando o compromisso dos nossos líderes para continuar o trabalho do nosso mestre e fornecer uma plataforma Couturat digna deste nome para discussões livres e melhoria contínua .
A primeira edição do Progresso novo itens que contêm alguns dos fundadores ido como Wilhelm Ostwald ou Leau Léopold. Foram realizados debates sobre a oportunidade de fazer mais alterações, até que em 1934 um novo período de estabilidade já foi dito por uma década. Além disso, a situação internacional se voltar a ser desfavorável para línguas internacionais, com o aumento da fascismo e nazismo eo stalinismo, seguido pelo Segunda Guerra Mundial . A primeira preocupação idista movimento tornou-se mera sobrevivência.

## O pós-guerra
Idista movimento sobreviveu à Segunda Guerra Mundial. A revista Progresso nunca deixou de aparecer. Movimento linguística após o trabalho retomado, embora a um ritmo lento. A essência da língua foi efectivamente fixa. A principal necessidade foi confinado principalmente à adoção de novas palavras e para monitorar o desenvolvimento da ciência e da tecnologia.
A maioria dos artigos do Progresso falava sobre vários assuntos, além da linguagem. A maior produção poética tem crescido em Ido por muitos autores, cujo principal autor é ainda o belga Andreas Juste. Dominou o movimento entre 1960-1998 idista não só a importância de sua produção literária em Ido, mas também o dinamismo que tem permeado o movimento. A coleção de Andreas Juste inclui uma biblioteca especializada com mais de 250 livros sobre ido ou em ido e muitos textos em Ido. Em 2009, ele mantém a associação Juste & Co.

## Hoje
Em 2009, o movimento idista está presente na Internet. Existem muitos sites e muitas listas de discussão sobre o ido estão ativas , como também há uma Wikipédia em Ido. As revistas idistas Progreso, Kuriero Internaciona e Ido-Saluto aparecem regularmente. Os encontros idistas são realizados cada ano. É, juntamente com Interlíngua, a segunda língua auxiliar mais falada.